# 李佳樺
李佳樺（英語：Adiamond Lee；1978年7月10日—），台湾導演、編劇，執導【同志音樂愛情故事 Queer Up The Volume】系列電影短片《小光》、【幸福五部曲】系列電影短片《孤鳥還鄉》、劇集《深藍與月光》、劇集《富錦街-這條街上的那些故事》、劇集 HIStory系列《著魔》、電影短片《窩在妳的情慾裡縱火》等。

## 獎項
- 電影短片【同志音樂愛情故事 Queer Up The Volume】系列《小光》在 Tokyo International Short Film Festival 榮獲最佳攝影獎，同時榮獲德國慕尼黑 New Wave Short Film Festival 2022 Best LGBT Film 獎，入圍加拿大 Regina International Film Festival and Awards International Short Film 國際短片獎
- 電影短片【幸福五部曲】系列《孤鳥還鄉》2020入選英國同志影展 QueerBee LGBTQIA Film，榮獲2020 ContentAsia Awards for Best LGBTQ+ Programmer in Asia
- 電影短片《窩在妳的情慾裡縱火》榮獲 Best Shorts Competition - USA，The San Francisco Film Awards，Documentary & Short International Movie Award [1]

## 影視作品
- 2022年 MV《給一個人》（To Someone）
- 2021年【同志音樂愛情故事 Queer Up The Volume】系列，播出：GagaOOLala 電影短片《小光》（Light）[2]
- 2020年【幸福五部曲】系列，播出：GagaOOLala 電影短片《孤鳥還鄉》(Homebound)[3]
- 2017年 劇集 出品：酷瞧《深藍與月光》(Dark Blue And Moonlight) [4]
- 2017年 劇集 出品：酷瞧《富錦街-這條街上的那些故事》（Fujin Street - Stories of the Street)
- 2017年 劇集 出品：CHOCO TV HIStory 第一季《著魔》(Obsessed)
- 2014年 電影短片《窩在妳的情慾裡縱火》(Reached an oral agreement)[5]

## 書籍作品
- 《尾巴抖抖抖 很高興見到妳 喵》[6]

## 外部連結
- Adiamond Lee Instagram（页面存档备份，存于）
- Adiamond Lee Facebook（页面存档备份，存于）
- Adiamond Lee四五宮先生 Youtube頻道 （页面存档备份，存于）